# Eilicrinia trinotata
Eilicrinia trinotata is een vlinder uit de familie spanners (Geometridae). De wetenschappelijke naam is voor het eerst geldig gepubliceerd in 1845 door Metzner.
De soort komt voor in Europa.